# Österåberget
Österåberget este o arie protejată (arie specială de conservare — SAC, sit de importanță comunitară — SCI) din Suedia întinsă pe o suprafață de 159,1 ha, integral pe uscat.

## Localizare
Centrul sitului Österåberget este situat la coordonatele 61°26′40″N 14°47′33″E / 61.4445°N 14.7926°E.

## Înființare
Situl Österåberget a fost declarat sit de importanță comunitară în decembrie 1995 pentru a proteja un număr necunoscut de specii din flora spontană și fauna sălbatică aflate în arealul zonei. Situl a fost protejat și ca arie specială de conservare în martie 2011.

## Biodiversitate
Situată în ecoregiunea boreală, aria protejată conține 5 habitate naturale: Mlaștini împădurite, Taiga vestică, Mlaștini turboase de tranziție și turbării mișcătoare, Cursuri de apă de la nivel de câmpie la nivel montan, cu vegetație Ranunculion fluitantis și Callitricho-Batrachion, Păduri fino-scandinave bogate în ierburi cu Picea abies.
La baza desemnării sitului se află un număr nedeclarat de specii protejate.